# Oppenheimer (filme)
Oppenheimer (bra/prt: Oppenheimer) é um longa-metragem biográfico estadunidense escrito e dirigido por Christopher Nolan. É baseado no livro American Prometheus, biografia de J. Robert Oppenheimer escrita por Kai Bird e Martin J. Sherwin. É uma coprodução entre Syncopy Inc. e Atlas Entertainment; Nolan produziu o filme ao lado de Emma Thomas e Charles Roven. Cillian Murphy estrela o filme como Oppenheimer, o físico teórico que está entre os creditados como o "pai da bomba atômica" por seu papel no Projeto Manhattan – o empreendimento da Segunda Guerra Mundial que desenvolveu as primeiras armas nucleares.
O filme teve a sua estreia no Le Grand Rex em Paris, França em 11 de julho de 2023 e foi lançado nos Estados Unidos em 21 de julho e em 20 de julho no Brasil e Portugal pela Universal Pictures. É o primeiro filme de Nolan a não ser distribuído pela Warner Bros. Pictures desde Memento (2000), devido a divergências decorrentes da estratégia simultânea de lançamento nos cinemas e HBO Max do estúdio para sua lista de 2021.
Oppenheimer se tornou um dos filmes de maior sucesso de 2023, faturando mais de 976 milhões de dólares nas bilheterias globais, e também foi aclamado pela crítica, especialmente por sua narrativa, atuação, direção e efeitos visuais. Dentre seus muitos prêmios, Oppenheimer foi nomeado um dos dez melhores filmes de 2023 pela National Board of Review e pelo American Film Institute, além de conquistar cinco prêmios no 81º Globo de Ouro (incluindo "Melhor Filme - Drama"), sete prêmios no 77º BAFTA (incluindo "Melhor Filme"), três prêmios no SAG Awards (incluindo "Melhor Elenco"), bem como recebendo treze indicações principais no 96º Premiação do Óscar, ganhando sete de "Melhor Filme", "Melhor Diretor" para Nolan, "Melhor Ator" para Murphy, "Melhor Ator Coadjuvante" para Downey Jr, "Melhor Edição de Filme", "Melhor Cinematografia" e "Melhor Trilha Sonora Original".

## Sinopse
Em 1926, o estudante de doutorado J. Robert Oppenheimer, de 22 anos, estuda com o físico experimental Patrick Blackett no Laboratório Cavendish, em Cambridge. Após muito tempo longe de seu lar e sofrendo de ansiedade em decorrência do trabalho no laboratório, Oppenheimer deixa para o exigente Blackett uma maçã envenenada, porém, a recupera das mãos do cientista visitante Niels Bohr, que fica impressionado o suficiente com seu intelecto para recomendar que ele estude física teórica na Alemanha, onde Oppenheimer completa seus estudos do PhD. Mais tarde, conhece o físico teórico Werner Heisenberg em uma conferência na Suíça.
Oppenheimer retorna aos Estados Unidos, querendo expandir a pesquisa de física quântica em seu país. Começa a lecionar na Universidade da Califórnia em Berkeley e no Instituto de Tecnologia da Califórnia. Ele conhece a sua futura esposa, Katherine "Kitty" Puening, bióloga e ex-comunista — também tem um caso intermitente com Jean Tatlock, membra do Partido Comunista dos Estados Unidos. Em 1938, o progresso da Alemanha Nazista durante a primeira pesquisa de fissão nuclear estimula Oppenheimer e seus colegas a replicarem seus resultados. Em 1942, em meio à Segunda Guerra Mundial, o general do Exército americano, Leslie Groves, recruta Oppenheimer para liderar o Projeto Manhattan para desenvolver uma bomba nuclear depois que ele dá garantias de que não tem simpatias comunistas. Sendo judeu, Oppenheimer é particularmente motivado pelo potencial dos nazistas de completar seu programa de armas nucleares, liderado por Heisenberg. Uma equipe científica que foi formada, sendo composta por Edward Teller e Isidor Isaac Rabi em Los Alamos, Novo México, com colaboração também de Enrico Fermi e David L. Hill. À medida que o trabalho continua, Oppenheimer fica sabendo do suicídio de Tatlock.
Após a rendição da Alemanha, alguns cientistas do projeto questionam a relevância da bomba, enquanto Oppenheimer acredita que a sua utilização acabará rapidamente com a guerra em curso no Pacífico, salvando vidas dos Aliados. No entanto, Oppenheimer e Albert Einstein debatem a pequena possibilidade de que uma detonação atômica pudesse desencadear uma reação em cadeia atmosférica e destruir o mundo. O Teste Trinity é bem-sucedido e o presidente Harry S. Truman ordena que Hiroshima e Nagasaki sejam bombardeadas, forçando a rendição do Japão. Oppenheimer é apresentado aos olhos do público como o "pai da bomba atômica", mas a imensa destruição e as mortes em massa o assombram. Oppenheimer tenta convencer Truman a restringir o desenvolvimento de armas nucleares, o que Truman rejeita. Como conselheiro da Comissão de Energia Atômica dos Estados Unidos (AEC), Oppenheimer é contra mais pesquisas nucleares, especialmente a bomba de hidrogênio proposta por Edward Teller. Sua postura se torna um ponto de discórdia em meio à tensa Guerra Fria com a União Soviética. O presidente da AEC, Lewis Strauss, se ressente de Oppenheimer depois que ele rejeitou suas preocupações sobre a exportação de radioisótopos, humilhando-o publicamente e por recomendar negociações de armas com a União Soviética.
Em uma audiência destinada a eliminar a influência política de Oppenheimer, Teller e outros associados o traem enquanto Strauss explora as associações anteriores de Oppenheimer com membros do Partido Comunista. Apesar de aliados testemunharem em sua defesa, a autorização de segurança de Oppenheimer foi revogada, prejudicando sua imagem pública e neutralizando sua influência política. Na audiência de confirmação posterior de Strauss no Senado para Secretário de Comércio, Hill testemunhou sobre os motivos pessoais de Strauss para planejar a queda de Oppenheimer. O Senado dos Estados Unidos vota contra sua nomeação. Um flashback mostra uma conversa entre Einstein e Oppenheimer na qual Strauss erroneamente acreditava que Oppenheimer o denegriu, revelando que ele realmente expressou sua crença sombria de que havia iniciado uma reação em cadeia que destruiria o mundo.

## Elenco
- Cillian Murphy como J. Robert Oppenheimer: o físico teórico que está entre os creditados como o "pai da bomba atômica" por seu papel de diretor do Laboratório Los Alamos no Projeto Manhattan – o empreendimento da Segunda Guerra Mundial que desenvolveu as primeiras armas nucleares.[10]
- Emily Blunt como Katherine "Kitty" Oppenheimer[11]
- Matt Damon como Leslie Groves[12]
- Robert Downey Jr. como Lewis Strauss[12]
- Florence Pugh como Jean Tatlock[13]
- Josh Hartnett como Ernest Lawrence[14][15]
- Casey Affleck como Boris Pash[16]
- Rami Malek como David L. Hill[13]
- Kenneth Branagh como Niels Bohr[17]
- Benny Safdie como Edward Teller[13]
- Jason Clarke como Roger Robb[18]
- Dylan Arnold como Frank Oppenheimer[19]
- Gustaf Skarsgård como Hans Bethe[20]
- David Krumholtz como Isidor Isaac Rabi[21]
- Matthew Modine como Vannevar Bush[22]
- Tom Conti como Albert Einstein[23]
- David Dastmalchian como William L. Borden[24]
- Michael Angarano como Robert Serber[14]
- Jack Quaid como Richard Feynman[25]
- Josh Peck como Kenneth Bainbridge[26]
- Olivia Thirlby como Lilli Hornig[27]
- Dane DeHaan como Kenneth Nichols[28]
- Danny Deferrari como Enrico Fermi[29]
- Alden Ehrenreich como Senate aide to Lewis Strauss[21]
- Jefferson Hall como Haakon Chevalier[30][31]
- James D'Arcy como Patrick Blackett[32]
- Tony Goldwyn como Gordon Gray[33]
- Devon Bostick como Seth Neddermeyer[34]
- Alex Wolff como Luis Walter Alvarez[35]
- Scott Grimes como Counsel to Lewis Strauss[36]
- Josh Zuckerman como Giovanni Rossi Lomanitz[37]
- Matthias Schweighöfer como Werner Heisenberg[38]
- Christopher Denham como Klaus Fuchs[36]
- David Rysdahl como Donald Hornig[39]
- Guy Burnet como George Eltenton[29]
- Louise Lombard como Ruth Tolman[40]
- Harrison Gilbertson como Philip Morrison[41]
- Emma Dumont como Jackie Oppenheimer[41]
- Trond Fausa Aurvåg como George Kistiakowsky[42]
- Olli Haaskivi como Edward Condon[19]
- Gary Oldman como Harry S. Truman[43]
- Troy Bronson como Joseph W. Kennedy[44][45]
- Macon Blair como Lloyd K. Garrison[46]
- Máté Haumann como Leo Szilard[47]

## Produção

### Desenvolvimento

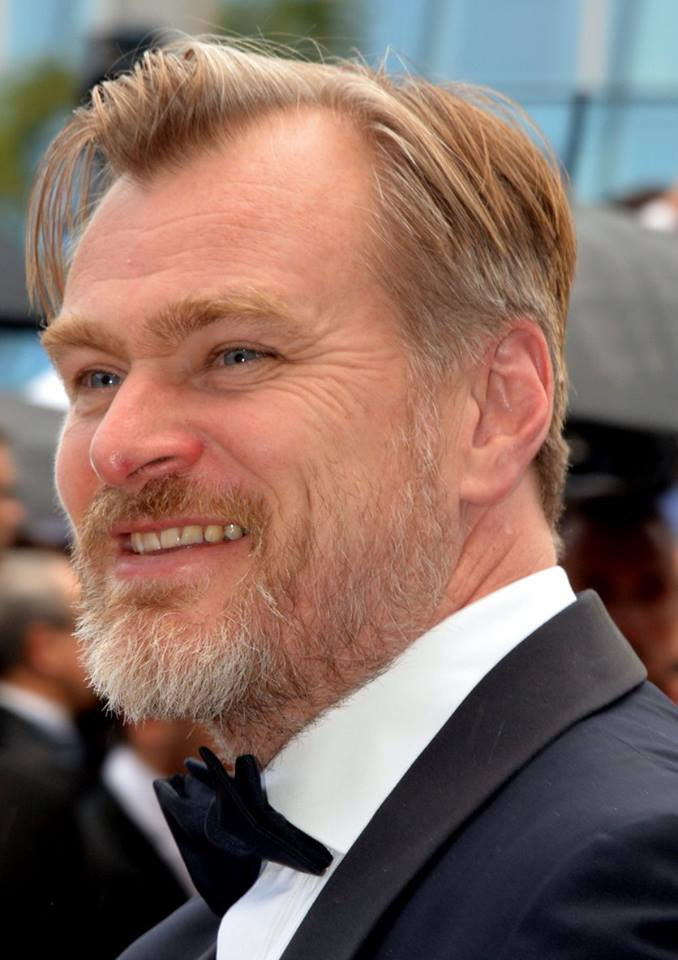
Christopher Nolan o diretor, roteirista e produtor de Oppenheimer

Em dezembro de 2020, a Warner Bros. Pictures anunciou planos de lançar seus filmes de 2021 simultaneamente nos cinemas e na HBO Max devido ao impacto da pandemia de COVID-19 na indústria cinematográfica. Christopher Nolan, que fez parceria com o estúdio em cada um de seus filmes começando com Insomnia (2002), expressou sua descrença com a decisão. Em janeiro de 2021, relatos da mídia mencionaram a possibilidade de que o próximo filme de Nolan pudesse ser o primeiro a não ser financiado ou distribuído pela Warner Bros. Nolan já havia apoiado a decisão do estúdio de dar a Mulher-Maravilha 1984 (2020) um lançamento simultâneo, afirmando que percebia que essa situação havia sido tratada adequadamente, mas disse que havia sido excluído de quaisquer discussões sobre o lançamento adiado de seu filme o recém Tenet (2020).
Em setembro de 2021, foi relatado que Nolan escreveria e dirigiria um filme biográfico ambientado durante a Segunda Guerra Mundial sobre J. Robert Oppenheimer, criador da bomba atômica, com Cillian Murphy em negociações para estrelar. Nolan se aproximou de vários estúdios para o filme, incluindo Sony Pictures, Universal Pictures, Paramount Pictures e Apple Studios devido ao seu relacionamento tenso com a Warner Bros., embora a opção de trabalhar com eles novamente ainda estivesse disponível. De acordo com informações privilegiadas, a Paramount estava fora da seleção desde o início, após a substituição do CEO e presidente Jim Gianopulos por Brian Robbins, um defensor do aumento de lançamentos de serviços de streaming. Em 14 de setembro, foi anunciado que a Universal distribuiria o filme, com a produção programada para começar no primeiro trimestre de 2022. Algumas das demandas de Nolan incluíam um orçamento de produção de 100 milhões de dólares e um orçamento de marketing igual, uma janela teatral de pelo menos 100 dias, 20% do primeiro dólar bruto do filme e um período de três semanas antes e depois do lançamento do filme em que a Universal não poderia lançar outro novo filme.

### Escalação do elenco
Oppenheimer marca a sexta colaboração entre Nolan e Murphy; o primeiro estrelado por Murphy como o protagonista. Para se preparar para o papel, o ator fez o que resumiu como "muita leitura" sobre a vida de Oppenheimer. De acordo com o The Hollywood Reporter, o processo de seleção de elenco foi tão secreto que alguns atores não sabiam qual personagem iriam interpretar até que concordaram em estrelar.

### Filmagens

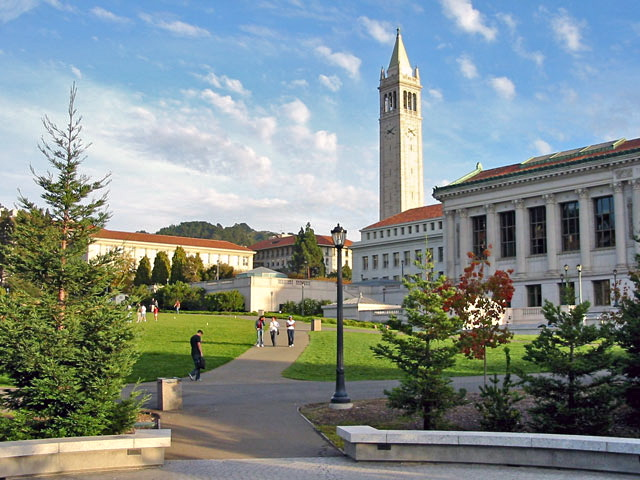
As filmagens aconteceram na Universidade da Califórnia, Berkeley, em maio de 2022

A pré-produção estava em andamento em janeiro de 2022 no Novo México, onde uma chamada de elenco de dois dias ocorreu em Santa Fé e Los Alamos para as pessoas fazerem uma audição para interpretar residentes locais, militares e cientistas. Outra chamada de elenco foi realizada em fevereiro. As filmagens começaram no final de fevereiro de 2022, com Hoyte van Hoytema atuando como diretor de fotografia. Na segunda semana de abril, as filmagens ocorreram no Instituto de Estudos Avançados em Princeton, Nova Jérsia. O filme usa uma combinação de filme de grande formato IMAX de 70 mm, no qual possui cerca de 18 km e peso de 272 kg. É também o primeiro filme a filmar seções em fotografia analógica em preto e branco IMAX. Gary Oldman disse que estaria no set por um dia em maio para "uma cena, uma página e meia". As filmagens também ocorreram na Califórnia, principalmente em torno da Universidade da Califórnia em Berkeley.
Durante a pós-produção, a edição foi completada por Jennifer Lame e a trilha sonora composta por Ludwig Göransson, que anteriormente editou e compôs Tenet (2020), respectivamente.

## Lançamento
Oppenheimer foi lançado no dia 21 de julho de 2023, pela Universal Studios em IMAX, 70mm e 35mm, nos Estados Unidos. Foi precedido por três estreias, no Le Grand Rex em Paris em 11 de julho, no Odeon Leicester Square em Londres em 13 de julho, e no AMC de Lincoln Square em Nova York em 17 de julho. As duas últimas foram após o começo da greve dos atores de 2023, levando o elenco a deixar mais cedo a estreia londrina e não ter tapete vermelho em Nova York. Considerando o orçamento do filme e os custos de marketing, a Variety afirmou que o filme precisaria arrecadar pelo menos US$ 400 milhões em todo o mundo para ter lucro. Foi notado o fato de Oppenheimer ser lançado no mesmo dia de Barbie, o que foi apelidado "Barbenheimer", pelo grande contraste das produções, e também por Barbie ser distribuído pela Warner Bros. com o qual Nolan costumava trabalhar, com especulações de que o estúdio escolheu o dia justamente para minar a estreia de Oppenheimer.

## Recepção

### Bilheteria
Nos Estados Unidos e no Canadá, Oppenheimer foi lançado ao lado de Barbie, estreando em cerca de 3 610 salas no seu primeiro fim de semana. Depois de arrecadar 33 milhões de dólares no primeiro dia (incluindo 10,5 milhões nas prévias de quinta à noite), as estimativas para o seu primeiro fim de semana foram aumentadas para 77 milhões de dólares.
Oppenheimer acabou faturando 80,5 milhões de dólares no primeiro final de semana nos Estados Unidos e no Canadá (melhor que o antecipado), além de 93,7 milhões no resto do mundo, para uma bilheteria global inicial de 174,2 milhões de dólares. O fim de semana de estreia do filme foi o melhor de Nolan para um filme original, sendo o mais alto de sua filmografia fora dos dois últimos filmes da trilogia The Dark Knight. Oppenheimer acabou arrecadando 46,2 milhões de dólares no seu segundo final de semana (uma queda de 44% se comparado ao fim de semana anterior), tendo a segunda melhor bilheteria nos Estados Unidos atrás de Barbie.
Em setembro, Oppenheimer havia passado a marca de 850 milhões de dólares na bilheteria global, sendo o terceiro filme de maior faturamento de 2023, atrás de Barbie e The Super Mario Bros. Movie, e o segundo mais bem-sucedido filme classificado para maiores de idade da história atrás de Joker. Quando alcançou US$ 920 milhões, Oppenheimer ultrapassou Bohemian Rhapsody como o filme biográfico mais lucrativo da história.

### Crítica
No site agregador de críticas Rotten Tomatoes, Oppenheimer tem um índice de aprovação de 93% baseado em 503 resenhas, com uma nota média de 8,6 (de 10). O consenso do site afirmou: "Oppenheimer marca outra conquista cativante de Christopher Nolan que se beneficia do desempenho de força de Murphy e [efeitos] visuais impressionantes". Já no Metacritic, que dá uma média ponderada, o filme tem uma nota de 90 (de 100), baseado em 69 críticas, indicando "aclamação universal". A recepção da audiência, segundo o CinemaScore foi muito positiva, dando uma nota "A" (numa escala de A+ a F), enquanto o PostTrak deu um índice de aprovação pelo público de 93%, com cerca de 74% das pessoas dizendo que definitivamente recomendariam o filme.
No geral, Oppenheimer foi aclamado pela crítica como sendo "um dos melhores filmes de 2023". Os críticos elogiaram muito o filme por sua direção, roteiro, visuais e performance do elenco (especialmente de Murphy e Downey Jr.), mas algumas resenhas criticaram a escrita das personagens femininas. Richard Roeper, do Chicago Sun-Times, afirmou que Oppenheimer era "magnífico" e "um dos melhores filmes da década". Matthew Jackson, do The A.V. Club, disse que o longa era "[uma] obra de arte", acrescentando que "é o melhor filme de Christopher Nolan até agora, um passo para um novo nível para um de nossos melhores cineastas e um filme que queima em seu cérebro". Peter Travers, da ABC News, descreveu Oppenheimer como uma "conquista monumental" e "um dos melhores filmes que você verá em qualquer lugar". Por outro lado, apesar de elogiar o tema e as atuações do filme, Brian Lowry da CNN afirmou: "Nolan faz muito malabarismo, de uma forma que funciona em detrimento do filme".

### Precisão histórica
O filme foi notado por sua precisão, com algumas cenas sendo retiradas palavra por palavra do livro ou de eventos da vida real. Muitas das mudanças são pequenos enfeites ou alterações da vida real. Por exemplo, Oppenheimer não estava tão empolgado com sua descoberta dos buracos negros como mostrado no filme, já que ele não sabia o quão significativo isso se tornaria. O estudo de fato foi divulgado no mesmo dia em que a Alemanha invadiu a Polônia, como mostrado no filme. Durante o teste Trinity, Donald Hornig tinha sua mão no botão de desligamento para uma reação mais rápida, não perto dele como mostrado no filme. Truman de fato chamou Oppenheimer de "chorão", mas em uma carta para Dean Acheson um ano depois, não imediatamente após encontrar Oppenheimer.
A cena em que Oppenheimer envenena a maçã de seu professor é baseada em relatos que Oppenheimer deu do incidente, mas não está claro se isso realmente ocorreu. Oppenheimer é retratado colocando cianeto de potássio na maçã antes de mudar de ideia no dia seguinte e evitar por pouco que fosse comida. Não há evidências de que Niels Bohr quase comeu a maçã ou teve qualquer envolvimento no incidente. Oppenheimer e Einstein eram de fato amigos, mas as conversas específicas em torno das quais o filme gira nunca aconteceram. Oppenheimer levou suas preocupações sobre uma reação em cadeia imparável a Arthur Compton, não a Einstein.
Além de seus conflitos interpessoais, Strauss tinha outra razão para minar a credibilidade de Oppenheimer ao revogar sua autorização de segurança: Oppenheimer era contra o desenvolvimento adicional da bomba de hidrogênio pelos Estados Unidos. Scott Sagan descreve a perda da influência de Oppenheimer como uma possível restrição à corrida armamentista nuclear entre os Estados Unidos e a União Soviética como uma "tragédia mais ampla" menos claramente retratada no filme do que a tragédia pessoal do cientista, mas ele chamou a produção de "altamente precisa" de outra forma para um filme de Hollywood.
Muitos esforços empreendidos em outros locais do Projeto Manhattan, como Hanford, Washington, e Oak Ridge, Tennessee, não foram mostrados. A maioria deles, supervisionados pelo General Leslie Groves, concentrava-se na produção do material radioativo que alimentava as explosões nucleares. Além da equipe em Los Alamos, aqueles que trabalhavam em outros locais do Projeto, especialmente no Laboratório Metalúrgico da Universidade de Chicago, também expressaram preocupações sobre o uso da bomba atômica contra o Japão. De acordo com Kate Gardner:
A omissão mais flagrante do filme é na verdade de 19 000 omissões - o número de pessoas, em sua maioria indígenas, que viviam perto do local do teste Trinity, no Novo México. Oppenheimer sugere que a área estava vazia, evitando a verdade espinhosa de que os moradores locais não foram avisados sobre o teste - nem mesmo receberam uma história falsa para impedi-los de beber a água da chuva tóxica que caiu nos próximos dias.

### Influência
A atenção renovada ao local e aos testes nucleares associados encorajou o Congresso dos Estados Unidos a revisar a Lei de Compensação por Exposição à Radiação (1990), que previa programas de compensação para pessoas afetadas pela radiação e pelos testes nucleares durante a Guerra Fria, conhecidos como "Downwinders" e constituídos principalmente pela Nação Navajo. O Senado dos Estados Unidos aprovou emendas para fornecer serviços adicionais às pessoas no Novo México, mas não passou pelo Congresso, já que a Câmara dos Representantes ainda não havia debatido sua inclusão como parte do projeto de lei de defesa nacional para o ano fiscal de 2024.

### Premiações
Oppenheimer ganhou seis prêmios Globo de Ouro, recebendo Melhor Filme – Drama, Melhor Diretor para Nolan, Melhor Ator – Filme de Drama para Murphy, Melhor Ator Coadjuvante – Filme para Downey e Melhor Trilha Sonora Original para Göransson na 81ª cerimônia. A National Board of Review e o American Film Institute nomearam Oppenheimer um dos dez melhores filmes de 2023.
O filme recebeu indicações para treze Prêmios Critics' Choice Movie (vencendo oito), treze Prêmios da Academia Britânica de Cinema (vencendo sete) e quatro Prêmios Screen Actors Guild (vencendo três), enquanto sua trilha sonora recebeu três indicações no 66º Grammy Awards (vencendo uma). Oppenheimer recebeu treze indicações (vencendo sete) no 96º Academy Awards, tornando-se o filme mais indicado ao Oscar da carreira de Nolan. Entre suas indicações, o filme se destacou em quatro categorias dos "Cinco Grandes": Melhor Filme, Direção, Ator Principal e Roteiro Adaptado. Eventualmente, ganhou sete prêmios: Melhor Filme, Melhor Diretor, Melhor Ator, Ator Coadjuvante, Melhor Fotografia, Melhor Trilha Sonora Original e Melhor Edição.